# 產巢日之時
《產巢日之時》是戶松遥的第3張單曲。於2008年11月26日由Music Ray'n Inc.發行。

## 收錄曲

### 通常盤
1. 產巢日之時 [4:29]
  - 作詞：辛矢凡、作曲・編曲：神前暁
  - 電視動畫《神薙》片尾曲
2. 記憶之景色 [4:18]
  - 作詞：古屋真、作曲：石松領平、編曲：大西省吾
3. 產巢日之時（Instrumental）

### 神薙盤
1. 產巢日之時 [4:29]
2. 記憶之景色 [4:18]
3. 產巢日之時（TV Size EDIT） [1:32]
4. 產巢日之時（Instrumental）

### DVD（初回生産限定盤）
1. 產巢日之時 (Music Clip)
2. 產巢日之時 (TV-Spot 15sec/30sec)

## 相關項目
- 神薙

## 資料來源
1. ↑  .   [2010-01-27]. （原始内容存档于2012-11-08）.
2. ↑  .   [2010-01-27]. （原始内容存档于2010-03-10）.

## 外部連結
- （日語）戶松遥 Special website